# Одсрун
Намде Одсрун (Осун) (тиб. གནམ་ལྡེ་འོད་སྲུང; 843–893) — володар Західнотибетського царства у 842—893 роках. Ім'я перекладається «Захищенний світлом».

## Життєпис
Походив з Ярлунзької династії. Син ценпо Дарми і його молодшої дружини Джомоценмопен. Народився 842 року в Лхасі. Після вбивства батька 842 року буддистським ченцем виникло питання спадкоємництва між кланами головної і молодшої дружин Дарми, оскільки Одсрун та його суперник Юмдан були малими дітьми. Кожен з кланів бажав панувати. При цьому клан родичів Одсруна був більш схильним до буддизму, тоді як клан Юмдану — запеклим прихильником бон. Почалася взаємна пропаганда: Юмдана звинуватили, що він несправжній син Дарми, а названий. Стосовно Одсруна були сумніви, оскільки той народився після смерті Дарми.
Невдовзі вибухнула відкрита війна, що розколола знать, тибетську армію і чиновництво. Одсрун до 845 року зумів закріпитися в Ярлунгі (частина регіону Цзан), родинній території. Втім фактично керувала його мати з власним кланом. Його суперник укріпився в столиці імперії — Лхасі. В результаті у 846/847 році Тибетська імперія розпалася на Центральне і Західне царства. В останньому став панувати Одсрун.
Регенти не змогли впоратися з ситуацією, внаслідок чого вже 851 року Дуньхуан оголосив про незалежність. За цим відпали міста-держави в Таримському бассейні, над частиною з яких встановив зверхність Киргизький каганат. Втім головним напрямком було суперництво з Юмданом.
Десь у 860-х роках на бік Одсруна перейшов потужний клан Бро, який отримав чимало посад. Це спричинило 869 року повстання клану Ба, що до того був найпливовішим. В результаті Західнотибетське царство стало швидко занепадати.
890 року уклав мирну угоду з Центральнотибетським царством, оскільки не мав змоги продовжувати війну. До того ж обидві держави перебували в стадії розпаду на численні дрібні «князівства». Помер Одсрун 893 року. На той час вже не контролював значну частину північнозахідних земель. Поховано у Долині царів Ярлунг, ставши останнім з ценпо похованим тут. Йому спадкував син Депал Хорцен.